# Apollo Justice: Ace Attorney
Apollo Justice: Ace Attorney (逆転 裁判 4, Gyakuten Saiban 4) est un jeu vidéo d'aventure développé et édité par la société japonaise Capcom. Il sort sur Nintendo DS en 2007 au Japon puis en 2008 en Occident. Il est réédité sur Nintendo 3DS fin 2017 en dématérialisé et uniquement en anglais. Le jeu sort ensuite le 25 janvier 2024 sur Nintendo Switch, PlayStation 4 et Xbox One dans la compilation Apollo Justice: Ace Attorney Trilogy.
Le joueur incarne désormais Apollo Justice, un jeune avocat qui doit mener l'enquête et défendre ses clients au tribunal.
Le jeu fait suite à Phoenix Wright: Ace Attorney, Phoenix Wright: Ace Attorney - Justice for All et Phoenix Wright: Ace Attorney - Trials and Tribulations. Il s'agit donc du quatrième volet de la série Ace Attorney, du premier conçu spécialement pour la Nintendo DS et du premier où Phoenix Wright n'est pas le personnage principal.

## Système de jeu
Le système de jeu est identique aux volets précédents mais des ajouts ont été apportés spécialement afin d'utiliser les possibilités de la Nintendo DS, notamment l'observation de pièces à conviction en 3D qui peut s'effectuer au stylet ou à la manette directionnelle, à l'instar du dernier épisode de Phoenix Wright: Ace Attorney. Les aspects de police scientifique sont mis en avant notamment par la découverte d'empreintes digitales, d'empreintes de pied, de superposition de couches de peinture ou d'analyse sonore.
La grande nouveauté de cet épisode, est le bracelet d'Apollo qui lui permet d'intensifier son intuition et de tenter de dévoiler les tics des témoins lors de leurs témoignages. Lors de son utilisation, le joueur "zoome" sur la partie du corps dévoilant des tics à un moment précis du témoignage, puis peut activer en appuyant sur le bouton approprié ou en utilisant le microphone en disant : "J'te Tiens !" ("Gotcha!" en anglais).

## Épisodes
Atout et Volte-face
L'histoire commence en 2026, sept ans ont passé depuis la fin de carrière d'avocat de Phoenix Wright. L'ex-fringant avocat n'est plus qu'un modeste pianiste et joueur de poker dans un restaurant russe. Un soir, l'un de ses adversaires meurt, tué d'un coup de bouteille de jus de raisin. Phoenix se retrouve alors sur le banc des accusés.
Cette première affaire fera présenter une fausse preuve, reçu de la part de Vérité, Apollo ne le saura qu'à la fin du procès...
Boulevard des Volte-face
Le planning d'Apollo est très chargé : entre Vérité, la fille de Phoenix, qui a perdu sa culotte ; M. Eldoon qui ne trouve plus son stand à nouilles, Wright qui s'est fait renverser par une voiture et l'assassinat du docteur Paul Meraktis.
Volte-face et Sérénade
Konrad Gavin invite Apollo au concert de son groupe les Gavinners. Tout se passe bien jusqu'au meurtre de Romain LeTouse, l'impresario de Lamiroir, chanteuse borginaise qui forme un duo avec Konrad. Chez le procureur, tout va mal ; sa moto est en panne, il a perdu ses clés, sa guitare a brûlé, et un meurtre a été commis.
Volte-face et Succession
Pour tester le nouveau système de jury, une affaire simple est organisée par Phoenix Wright : une certaine Vera Monin, accusée d'avoir empoisonné son père, le peintre Joseph Monin. L'affaire est moins simple qu'il n'y paraît : Apollo navigue sur la rivière du temps pour démasquer le coupable, et apprendra pourquoi, il y a sept ans, Phoenix a perdu son badge d'avocat.

## Personnages
Apollo Justice :
Jeune avocat, héros du jeu, il est le disciple de Kristoph Gavin puis de Phoenix Wright. Au fil du jeu, il se découvrira le pouvoir de déceler les tics de comportement des témoins lors des procès du jeu.
Vérité Wright :
Assistante d'Apollo et fille adoptive de Phoenix Wright. C'est une excellente magicienne qui ne cesse de s'entraîner depuis sa plus tendre enfance.
Kristoph Gavin :
Prodige du barreau et avocat de la défense, il est le mentor d'Apollo. Il a un grand respect des lois, presque à en devenir conservateur.
Konrad Gavin :
Procureur rock star, il est membre du groupe les Gavinners, et le frère cadet de Kristoph Gavin.
Phoenix Wright :
Ancien avocat et premier client d'Apollo Justice. Il sera son mentor après la première affaire.
Le Juge :
Identique aux volets précédents.

## Accueil

### Critique
Le jeu reçoit des critiques et des notes positives mais généralement inférieures à celles des volets précédents. Il reçut ainsi les notes de 78/100 par Metacritic et 78,39 % par GameRankings.

### Ventes
Au Japon, le jeu a été un succès avec environ 250 000 copies durant la première semaine de commercialisation selon Mainichi Interactive, et plus de 500 000 vers la fin de la deuxième semaine. Fin 2007, 515 417 unités ont été vendues. Bien que le jeu ne connût pas le même succès en Amérique du Nord, le jeu se situait cinquième dans les jeux vendus sur Nintendo DS pendant sa première semaine de vente.[réf. souhaitée]

## Musique
La bande-son du jeu, Gyakuten Saiban 4 Original Soundtrack, est sortie le 27 juin 2007. Elle est composée et arrangée par Toshihiko Horiyama. À noter que certaines musiques des volets précédents sont réutilisées dans cet épisode.